# 20. Arany Málna-gála
A 20. Arany Málna-gálán (Razzies) – az Oscar-díjnak szánt fricskaként – az amerikai filmipar 1999. évi legrosszabb filmjeit, illetve azok alkotóit díjazták kilenc kategóriában. A „győztesek” kihirdetésére 2000. március 25-én, a 72. Oscar-gála előtti estén került sor a santa monicai Sheraton Hotelben.
Az értékelésben az USA 34 államában és 8 külföldi országban élő 465 filmkedvelő, kritikus, újságíró és filmes szaktekintély G.R.A.F.-tag  vett részt. Kimagasló számú, 11 jelölést kapott a Wild Wild West – Vadiúj vadnyugat; öt díjat oda is ítéltek számára. További 1-1 díjat kapott a Csillagok háborúja I: Baljós árnyak (7 jelölés), az Apafej (5 jelölés), Az átok (5 jelölés), továbbá A világ nem elég és az Ideglelés (2-2 jelölés).
Robert Conrad színész, aki az 1960-as évek második felében a CBS The Wild Wild West című négy évados televíziós sorozatának főszereplője volt, megjelent a gálán és elfogadott hármat a sorozat mozifilmes változatának, a Wild Wild West – Vadiúj vadnyugat című akció-vígjátéknak ítélt öt díjból (köztük a legrosszabb filmét is), ezzel tiltakozva a filmadaptáció ellen.
A jubileumi gálán négy különdíjat is odaítéltek az évtized legrosszabb filmjének, az évtized legrosszabb új sztárjának, valamint – a díj alapításától figyelembe véve az alkotásokat – az évszázad legrosszabb színészének, illetve színésznőjének. Ez utóbbi két díjat Sylvester Stallone és Madonna „érdemelte ki”. Az 1990-es évek legrosszabb filmjének a Showgirls című filmdrámát választották, a legrosszabb újonnan felfedezett filmcsillag pedig Pauly Shore lett (Kőbunkó, Kő kövön).

## Díjazottak és jelöltek
| „Győztes” |

| Kategória                        | „Győztesek” és jelöltek |
| -------------------------------- | --- |
| Legrosszabb film                 | Wild Wild West – Vadiúj vadnyugat, producer: Jon Peters (Warner Bros.)                                                                                   |
| Legrosszabb film                 | Apafej, producer: Sidney Ganis és Jack Giarraputo (Columbia Pictures)                                                                                    |
| Legrosszabb film                 | Az átok, producer: Susan Arnold, Donna Roth és Colin Wilson (DreamWorks)                                                                                 |
| Legrosszabb film                 | Ideglelés, producer: Robin Cowie és Gregg Hale (Artisan Entertainment)                                                                                   |
| Legrosszabb film                 | Csillagok háborúja I: Baljós árnyak, producer: George Lucas és Rick McCallum (20th Century Fox)                                                          |
| Legrosszabb férfi főszereplő     | Adam Sandler – Apafej |
| Legrosszabb férfi főszereplő     | Kevin Costner – A pálya csúcsán és Üzenet a palackban |
| Legrosszabb férfi főszereplő     | Kevin Kline – Wild Wild West – Vadiúj vadnyugat |
| Legrosszabb férfi főszereplő     | Arnold Schwarzenegger – Ítéletnap |
| Legrosszabb férfi főszereplő     | Robin Williams – A kétszáz éves ember és Hazudós Jakab                                                                                                   |
| Legrosszabb női főszereplő       | Heather Donahue – Ideglelés |
| Legrosszabb női főszereplő       | Melanie Griffith – Tűzforró Alabama |
| Legrosszabb női főszereplő       | Milla Jovovich – Jeanne d’Arc – Az orléans-i szűz |
| Legrosszabb női főszereplő       | Sharon Stone – Gloria |
| Legrosszabb női főszereplő       | Catherine Zeta-Jones – Briliáns csapda és Az átok |
| Legrosszabb férfi mellékszereplő | Ahmed Best – Csillagok háborúja I: Baljós árnyak |
| Legrosszabb férfi mellékszereplő | Kenneth Branagh – Wild Wild West – Vadiúj vadnyugat |
| Legrosszabb férfi mellékszereplő | Gabriel Byrne – Ítéletnap és Stigmata |
| Legrosszabb férfi mellékszereplő | Jake Lloyd – Csillagok háborúja I: Baljós árnyak |
| Legrosszabb férfi mellékszereplő | Rob Schneider – Apafej |
| Legrosszabb női mellékszereplő   | Denise Richards – A világ nem elég |
| Legrosszabb női mellékszereplő   | Sofia Coppola – Csillagok háborúja I: Baljós árnyak |
| Legrosszabb női mellékszereplő   | Salma Hayek – Dogma és Wild Wild West – Vadiúj vadnyugat                                                                                                 |
| Legrosszabb női mellékszereplő   | Kevin Kline (mint kéjnő) – Wild Wild West – Vadiúj vadnyugat                                                                                             |
| Legrosszabb női mellékszereplő   | Juliette Lewis – Carla új élete |
| Legrosszabb filmes páros         | Kevin Kline és Will Smith – Wild Wild West – Vadiúj vadnyugat                                                                                            |
| Legrosszabb filmes páros         | Pierce Brosnan és Denise Richards – A világ nem elég |
| Legrosszabb filmes páros         | Sean Connery és Catherine Zeta-Jones – Briliáns csapda                                                                                                   |
| Legrosszabb filmes páros         | Jake Lloyd és Natalie Portman – Csillagok háborúja I: Baljós árnyak                                                                                      |
| Legrosszabb filmes páros         | Lili Taylor és Catherine Zeta-Jones – Az átok |
| Legrosszabb rendező              | Barry Sonnenfeld – Wild Wild West – Vadiúj vadnyugat |
| Legrosszabb rendező              | Jan de Bont – Az átok |
| Legrosszabb rendező              | Dennis Dugan – Apafej |
| Legrosszabb rendező              | Peter Hyams – Ítéletnap |
| Legrosszabb rendező              | George Lucas – Csillagok háborúja I: Baljós árnyak |
| Legrosszabb forgatókönyv         | Wild Wild West – Vadiúj vadnyugat, forgatókönyv: S. S. Wilson, Brent Maddock, Jeffrey Price és Peter S. Seaman; Jim Thomas és John Thomas ötlete alapján |
| Legrosszabb forgatókönyv         | Apafej, forgatókönyv: Steve Franks, Tim Herlihy és Adam Sandler                                                                                          |
| Legrosszabb forgatókönyv         | Az átok, forgatókönyv: David Self |
| Legrosszabb forgatókönyv         | Drog osztag, írta: Stephen T. Kay, Scott Silver és Kate Lanier                                                                                           |
| Legrosszabb forgatókönyv         | Csillagok háborúja I: Baljós árnyak, írta: George Lucas                                                                                                  |
| Legrosszabb „eredeti” dal        | Wild Wild West – Vadiúj vadnyugat „Wild Wild West” című dala, zene és szöveg: Stevie Wonder, Kool Moe Dee és Will Smith                                  |

## A kategóriákban előforduló filmek
| Jelölés | Díj | Magyar cím                          | Eredeti cím                             |
| ------- | --- | ----------------------------------- | --------------------------------------- |
| 11      | 5   | Wild Wild West – Vadiúj vadnyugat   | Wild Wild West                          |
| 7       | 1   | Csillagok háborúja I: Baljós árnyak | Star Wars Episode I: The Phantom Menace |
| 5       | 1   | Apafej                              | Big Daddy                               |
| 5       | 0   | Az átok                             | The Haunting                            |
| 3       | 0   | Ítéletnap                           | End of Days                             |
| 2       | 1   | A világ nem elég                    | The World Is Not Enough                 |
| 2       | 1   | Ideglelés                           | The Blair Witch Project                 |
| 2       | 0   | Briliáns csapda                     | Entrapment                              |
| 1       | 0   | A kétszáz éves ember                | Bicentennial Man                        |
| 1       | 0   | A pálya csúcsán                     | For Love of the Game                    |
| 1       | 0   | Carla új élete                      | The Other Sister                        |
| 1       | 0   | Dogma                               | Dogma                                   |
| 1       | 0   | Drog osztag                         | The Mod Squad                           |
| 1       | 0   | Gloria                              | Gloria                                  |
| 1       | 0   | Hazudós Jakab                       | Jakob the Liar                          |
| 1       | 0   | Jeanne d'Arc, az orléans-i szűz     | The Messenger: The Story of Joan of Arc |
| 1       | 0   | Stigmata                            | Stigmata                                |
| 1       | 0   | Tűzforró Alabama                    | Crazy in Alabama                        |
| 1       | 0   | Üzenet a palackban                  | Message in a Bottle                     |

## Az évszázad, évtized legrosszabbjai
| „Győztes” |

| Kategória                           | „Győztesek” és jelöltek |
| ----------------------------------- | --- |
| Az évszázad legrosszabb színésze    | Sylvester Stallone „mindannak a 99.5%-áért, amit VALAHA is készített”                                                             |
| Az évszázad legrosszabb színésze    | Kevin Costner – A jövő hírnöke, Robin Hood - A tolvajok fejedelme, Waterworld – Vízivilág, Wyatt Earp stb.                        |
| Az évszázad legrosszabb színésze    | Prince – Az irkafirka híd, A telihold alatt stb.                                                                                  |
| Az évszázad legrosszabb színésze    | William Shatner – "Minden Star Trek filmért, amelyben szerepelt"                                                                  |
| Az évszázad legrosszabb színésze    | Pauly Shore – Kőbunkó, Kőkemény igazság, Kő kövön stb.                                                                            |
| Az évszázad legrosszabb színésznője | Madonna – A Broadway vérszopói, A tanú teste, Négy szoba, Sanghaji meglepetés, Ki ez a lány? stb.                                 |
| Az évszázad legrosszabb színésznője | Elizabeth Berkley – Showgirls |
| Az évszázad legrosszabb színésznője | Bo Derek – Bolero, Szellemképtelenség, Tarzan, a majomember stb.                                                                  |
| Az évszázad legrosszabb színésznője | Brooke Shields – A kék lagúna, Végtelen szerelem, Szahara, Ágyúgolyó futam 3. – Sebességzóna stb.                                 |
| Az évszázad legrosszabb színésznője | Pia Zadora – Átverés, Butterfly, The Lonely Lady, Voyage of the Rock Aliens stb.                                                  |
| Az évtized legrosszabb filmje       | Showgirls, producer: Alan Marshall és Charles Evans (1995, MGM/UA) – 7 „győzelem” a 16. Arany Málna-gálán)                        |
| Az évtized legrosszabb filmje       | An Alan Smithee Film: Burn Hollywood Burn, producer: Ben Myron (1998, Hollywood Pictures) – 5 „győzelem” a 19. Arany Málna-gálán) |
| Az évtized legrosszabb filmje       | Hudson Hawk – Egy mestertolvaj aranyat ér, producer: Joel Silver (1991, TriStar Pictures) – 3 „győzelem” a 12. Arany Málna-gálán) |
| Az évtized legrosszabb filmje       | A jövő hírnöke, producer: Kevin Costner, Steve Tisch és Jim Wilson (1997, Warner Bros.) – 5 „győzelem” a 18. Arany Málna-gálán)   |
| Az évtized legrosszabb filmje       | Sztriptíz, producer: Mike Lobell (1996, Columbia Pictures és Castle Rock Entertainment) – 6 „győzelem” a 17. Arany Málna-gálán)   |
| Az évtized legrosszabb új sztárja   | Pauly Shore – Kőbunkó, Kőkemény igazság, Kő kövön stb.                                                                            |
| Az évtized legrosszabb új sztárja   | Elizabeth Berkley – Showgirls |
| Az évtized legrosszabb új sztárja   | Ahmed Best – Csillagok háborúja I: Baljós árnyak                                                                                  |
| Az évtized legrosszabb új sztárja   | Sofia Coppola – A Keresztapa III. és Csillagok háborúja I: Baljós árnyak                                                          |
| Az évtized legrosszabb új sztárja   | Dennis Rodman – Nyerő páros és A Féreg akcióba lép                                                                                |